# Dolcenera
Emanuela Trane, también conocida como Dolcenera, es una cantante pop italiana, nacida el 16 de mayo de 1977 en Scorrano. Su nombre artístico procede del título de una canción de Fabrizio de André.

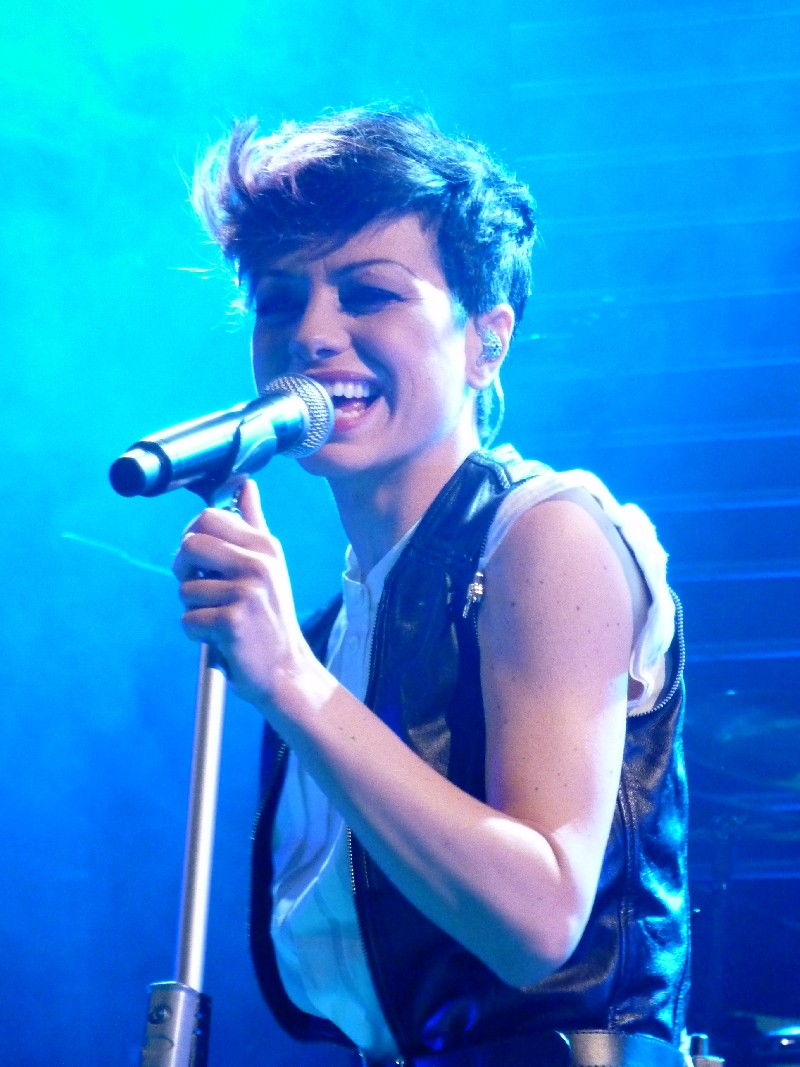
Dolcenera en una actuación en directo en 2011

En 2002 participó en la selección de la competición Destinazione Sanremo sobre el canal Rai 2
En 2003 ganó en la categoría Joven del Festival de la Canción de San Remo con la canción Siamo Tutti Là Fuori y también ganó el Premio de la Prensa, la TV y la Radio.
Después de este éxito aturdidor, comenzó a presentar su primer álbum Sorriso Nucleare y viajó por toda Italia hasta 2004.
En 2005, después de su triunfo del famoso reality show Music Farm, presentó su segundo álbum Un Mondo Perfetto, que quedó por encima de las clasificas italianas más por más de un año, después de una nueva entrada histórica, para un artista joven sobre el 4o lugar!
En aquel año, compuso e interpretó Domani, el himno para el Campeonato del Fútbol Nacional Juvenil, ganó el Premio De Andrè y llevó la Antorcha Olímpica al Estadio Marmi en 
Roma y también recibió el León d'Argento en Venecia como la revelación musical del año.
En 2006 Dolcenera participa nuevamente en el Festival de la Canción de San Remo. El título de la canción es Com 'è Straordinaria La Vita, el primer sencillo de su corriente álbum italiano Il Popolo Dei Sogni.
Una compilación de sus dos últimos álbumes llamada Un Mondo Perfetto también salió a la venta a los pocos meses en Alemania.
En 2009 Dolcenera vuelve con un nuevo álbum Dolcenera nel Paese delle Meraviglie presentándose por la tercera vez al Festival de la Canción de San Remo con la canción Il mio amore unico alcanzando un gran éxito en la clasifica italiana siendo la canción más escuchada en las radios durante varias semanas consecutivas. Por este motivo, recibe distintos premios radiofónicos y el reconocimiento como Artista femenina del año. El siguiente sencillo fue La più bella canzone d'amore che c'è y Un dolce incantesimo en agosto de 2009. En este mismo año la artista participa en el proyecto Artisti uniti per l'Abruzzo constituido por los más cantantes más importantes del panorama musical italiano y graban la canción Domani para recaudar fondos para las víctimas del terremoto de L'aquilla. Participa también en el concierto organizado por Laura Pausini Amiche per l'Abruzzo con el fin de recaudar fondos para dicha causa. 
En junio de 2010 Dolcenera comienza a grabar su nuevo álbum que sale a la luz en mayo de 2011: Evoluzione della specie bajo el sello de EMI Music Italy. La primera canción en promoción del nuevo álbum es Il sole di domenica cuyo videoclip se graba en la ciudad de Barcelona. La siguiente canción en promoción es L'amore è un gioco en colaboración con la revista Playboy que en junio dedica la portada a la cantante italiana. 
En diciembre de 2011 se publica en radio el sencillo Read All About It (Tutto quello che devi sapere) de Professor Green realizado en colaboración con Dolcenera. La canción, una versión parcialmente en italiano del sencillo del rapero británico que había inicialmente interpretado la canción con Emeli Sandé, se publica en forma digital el 9 de diciembre del mismo año. Sucesivamente, la canción es certificada como disco de oro en Italia. 
En enero de 2012 Dolcenera participa nuevamente al Festival de la Canción de San Remo con la canción Ci vediamo a casa quedando en sexta posición. El tour de este trabajo ha recorrido todo el territorio italiano e inclusive el continente asiático, dando conciertos en Hong Kong y Macao El mismo año sale una edición especial del álbum llamada Evoluzione della specie² que incluye la canción realizada con Professor Green y del cual se presenta el sencillo Un sogno di libertà.
A partir de noviembre de 2012 Dolcenera se concentra en la escritura de su nuevo trabajo discográfico que comienza a grabar en septiembre de 2013.
En mayo de 2014 la cantante publica un video en su canal oficial de Youtube afirmando que el nuevo sencillo Niente al Mondo saldrá a la luz el 23 de mayo de 2014. En septiembre de 2014 se publica en su canal de Youtube la canción Accendi lo spirito, y en junio de 2015 da a conocer Fantástica. La cantante ha afirmado en varias ocasiones que tiene la intención de hacer conocer diferentes canciones antes de la salida del álbum. En agosto, se conoce la canción Un peccato anticipando así su séptimo álbum de estudio llamado Le stelle non tremano publicado el 11 de septiembre de 2015.

## Discografía

### Discos
- 2003 - Sorriso Nucleare
- 2005 - Un Mondo Perfetto
- 2006 - Il Popolo Dei Sogni
- 2006 - Un Mondo Perfetto (Edición Alemana)
- 2009 - Dolcenera Nel Paese Delle Meraviglie
- 2011 - Evoluzione della specie
- 2012 - Evoluzione della specie²
- 2015 - Le stelle non tremano

### DVD
- 2005 - Un Mondo Perfetto

### Sencillos
- 2002 - Solo Tu
- 2003 - Siamo Tutti Là Fuori
- 2003 - Devo Andare Al Mare
- 2004 - Vivo Tutta La Notte
- 2005 - Mai Più Noi Due
- 2005 - Continua
- 2006 - Com'è Straordinaria La Vita
- 2006 - Passo Dopo Passo (Edición Alemana)
- 2006 - Piove (Condizione Dell'Anima)
- 2009 - Il Mio Amore Unico
- 2009 - La più bella canzone d'amore che c'è
- 2009 - Un dolce incantesimo
- 2011 - Il Sole di Domenica
- 2011 - L'Amore è un Gioco
- 2012 - Ci vediamo a casa
- 2012 - Read all about it (Tutto quello che devi sapere) (junto a Professor Green)
- 2012 - Un sogno di libertà
- 2014 - Niente al mondo
- 2015 - Accendi lo spirito
- 2015 - Fantastica
- 2015 - Un peccato

### Videoclips
- 2003 - Siamo Tutti Là Fuori
- 2003 - Devo Andare Al Mare
- 2005 - Mai Più Noi Due
- 2005 - Continua
- 2006 - Com'è straordinaria la vita
- 2006 - Passo dopo passo (Germany Release)
- 2006 - Piove (Condizione Dell'Anima)
- 2009 - Il Mio Amore Unico
- 2009 - La più bella canzone d'amore che c'è
- 2009 - Un dolce incantesimo
- 2011 - Il Sole di Domenica
- 2011 - L'Amore è un Gioco
- 2012 - Ci vediamo a casa
- 2012 - Read All About It (Tutto quello che devi sapere)(junto a Professor Green)
- 2012 - Un sogno di libertà
- 2014 - Niente al mondo
- 2015 - Accendi lo spiritu
- 2015 - Fantastica
- 2015 - Un peccato